# Heulenaar

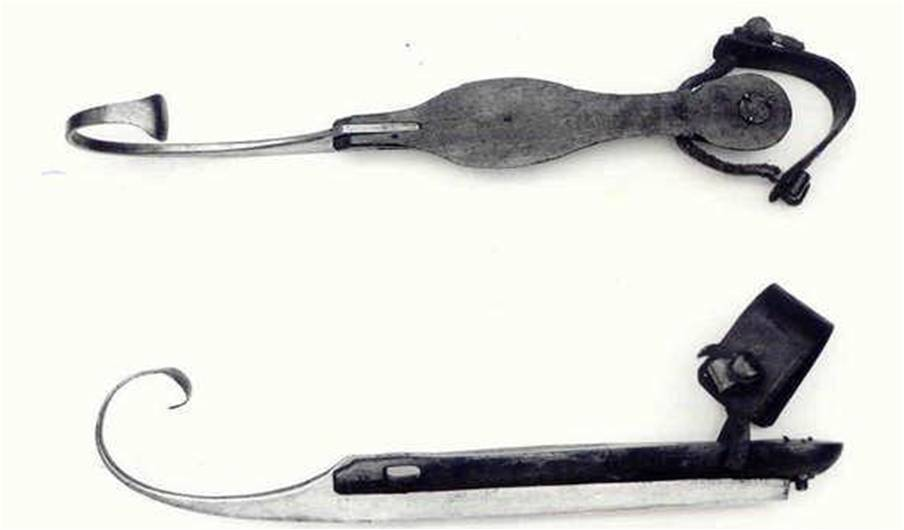
Heulenaars

Heulenaars (soms ook wel lepelschaatsen genoemd), zijn schaatsen die afkomstig zijn uit de Nederlandse plaats Maasland. Deze schaatsen zijn een soort rondrijschaatsen. Ze zijn in de eerste plaats niet ontworpen voor de hardrijderij, maar meer ter recreatie. De schaatsen worden gekenmerkt door een opvallende krul aan de voorkant die uitloopt in een lepelvormige punt. In de voetstapel zitten meestal twee gaten voor de bevestiging aan de voet.